# Atagenins
Els atagenins (Attageninae) són una subfamília de coleòpters de la família Dermestidae. Té els següents gèneres:
- Apphianus Beal, 2005
- Attagenus Latreille, 1802
- Egidyella Reitter, 1899
- Katkaenus Háva, 2006
- Novelsis Casey, 1900
- Ranolus Blair, 1929
- Sefrania Pic, 1899